# Wiegenlied für eine Leiche
Wiegenlied für eine Leiche (Originaltitel: Hush...Hush, Sweet Charlotte) ist ein US-amerikanischer Psychothriller des Regisseurs Robert Aldrich aus dem Jahr 1964. Wiegenlied für eine Leiche sollte als Nachfolgefilm von Bette Davis’ und Joan Crawfords 1962 erschienenem Was geschah wirklich mit Baby Jane? erst den Titel der Romanvorlage Whatever Happened to Cousin Charlotte? bekommen. Während der Dreharbeiten schied Joan Crawford jedoch aus dem Projekt aus. Ihre Rolle wurde von Olivia de Havilland übernommen.

## Handlung
1927 im ländlichen Louisiana: Die junge Southern Belle Charlotte Hollis und ihr verheirateter Geliebter John Mayhew planen, während einer Feier auf dem großzügigen Anwesen der Hollis-Familie durchzubrennen. Charlottes verwitweter, wohlhabender Vater Big Sam erfährt von der Affäre und droht John mit Konsequenzen, falls dieser die Affäre mit Charlotte fortsetzt. Der eingeschüchterte John Mayhew verspricht, die Beziehung mit Charlotte zu beenden, was er dem enttäuschten Mädchen auf der Feier mitteilt. Nur wenige Minuten später wird John brutal ermordet, indem ihm eine Hand und der Kopf abgehackt werden. Als Charlotte wenig später traumatisiert und mit Blutflecken auf ihrem weißen Kleid zu den Partygästen kommt, wird sie des Mordes verdächtigt. Charlottes Vater stirbt ein Jahr nach dem Mord, bestürzt im Glauben, dass seine einzige Tochter und Erbin John ermordet hätte, während Charlotte denkt, dass ihr Vater der Mörder war.
37 Jahre später, 1964: Charlotte ist eine grantige, ältliche, wohlhabende Jungfer, welche immer noch zurückgezogen im fast museumsartigen Familienanwesen lebt. Um sie kümmert sich einzig die schrullige Haushälterin Velma. In der lästernden Bevölkerung der Kleinstadt herrscht aufgrund der Umstände des Mordes die Meinung vor, Charlotte sei die Mörderin, obwohl ihre Schuld nie nachgewiesen werden konnte. Die Kinder des Ortes fürchten das Haus. Es gilt als größte Mutprobe, sich heimlich hineinzuschleichen. Charlottes Lieblingslied, Hush… Hush, Sweet Charlotte, das ihr einst ihr ermordeter Geliebter gesungen hat, haben die Kinder in ein Spottlied umgedichtet. In Charlottes eingefrorenes Leben kommt Bewegung, als im Zuge eines Straßenbaus ihr geliebtes Herrenhaus abgerissen werden soll. Charlotte weigert sich, das Haus zu verlassen, schießt mit einem Gewehr auf die Bauarbeiter und ignoriert den Räumungsbefehl des örtlichen Sheriffs. Im Kampf gegen die Räumung ihres Hauses ruft Charlotte ihre Cousine Miriam Deering zu Hilfe, die während ihrer Jugend, in der Zeit des Mordes 1927, bei Charlotte und ihrem Vater lebte.
Bei ihrer Ankunft meint Miriam allerdings, dass man die Räumung des Hauses nicht mehr verhindern könne. Gleichzeitig erneuert sie ihre Bekanntschaft mit Charlottes Arzt Drew Bayliss, mit welchem sie einst eine Beziehung führte. Nun geschehen mysteriöse und schreckliche Vorkommnisse im Herrenhaus. Charlotte hört immer wieder ihr Lieblingslied auf dem Cembalo, obwohl sonst niemand im Haus ist, der „Geist“ ihres Verlobten taucht auf, ein kopf- und handloser Mann erscheint, eine unheimliche Stimme ruft ihren Namen und weiteres Schockierendes geschieht. Dr. Bayliss erklärt, dass Charlotte beginne, verrückt zu werden, und Hilfe benötige, dass ihr womöglich auch die Vollmacht über ihr beträchtliches Vermögen entzogen werden müsse. Die Haushälterin Velma fürchtet allerdings, dass der Arzt und Miriam hinter Charlottes Vermögen her sind. 
Velma ruft einen Mann namens Harry Willis zur Hilfe, der Interesse am Fall gezeigt hat – er schöpft ebenfalls Verdacht, kann aber auch nicht viel ausrichten. Der Brite Willis gibt sich als ehemaliger Reporter mit Interesse am Mordfall aus, ist aber in Wirklichkeit ein Versicherungsagent und soll ermitteln, weshalb John Mayhews Witwe Jewel Mayhew nie ihre Versicherungssumme eingefordert hat. Jewel ist todkrank und finanziell pleite, sie überreicht Willis bei ihrem Treffen einen Brief, den er erst nach ihrem Tod öffnen solle.
Velma wird wegen ihres aufmüpfigen Verhaltens von Miriam gefeuert, kehrt aber später ins Haus zurück; dort findet sie Charlotte im Bett unter Drogen gesetzt vor. Die Haushälterin will sie befreien, wird jedoch von Miriam die lange Treppe in den Tod hinuntergestoßen. Wenig später glaubt Charlotte, in Trance Dr. Bayliss erschossen zu haben; daraufhin fährt Miriam mit ihr zum nahe gelegenen Fluss, um die Leiche fortzuschaffen. Als die völlig hysterische und von Miriam beschimpfte Charlotte ins Haus zurückkehrt, kommt ihr der Tote als Wasserleiche entgegen. Charlotte erleidet einen Nervenzusammenbruch.
Im Garten des Hauses besprechen Miriam und Dr. Bayliss, die die Geschehnisse inszeniert hatten, ihren weiteren Plan: Sie wollen Charlotte für wahnsinnig erklären lassen und ins Irrenhaus bringen (was mit Dr. Bayliss’ Aussage als langjähriger Arzt ein Leichtes wäre), damit Miriam als letzte verbleibende Erbin Charlottes Vermögen bekommen und sich zusammen mit Dr. Bayliss ein schönes Leben gönnen kann. Miriam erzählt Bayliss ebenfalls, dass sie 1927 den Mord an John Mayhew beobachtet habe: Die wahre Täterin sei nicht Charlotte, sondern Mayhews eifersüchtige Ehefrau Jewel gewesen, die durch Miriams Lästereien von dem Verhältnis ihres Mannes erfuhr. Mit diesem Wissen erpresste und schikanierte Miriam über viele Jahre Jewel, bis diese mittellos war; gleichzeitig gierte Miriam über all diese Zeit nach Charlottes Vermögen.
Zufällig erfährt Charlotte davon, als sie die beiden, die direkt unter ihrem Balkon stehen, belauscht. Wutentbrannt stößt sie eine schwere steinerne Blumenschale von der Brüstung; beide können noch einen letzten Blick auf Charlotte werfen, ehe sie von der Blumenschale erschlagen werden. Am nächsten Morgen wird Charlotte vor den Augen der gaffenden Bevölkerung von Amtsträgern weggebracht – wohin, bleibt unklar. Als Jewel Mayhew von Miriams und Dr. Bayliss’ Tod hört, verstirbt die Todkranke. Mr. Willis überreicht Charlotte den ihm gegebenen Brief von Jewel Mayhew, die ihr Mordgeheimnis bis zu ihrem Tode bewahrt hat und es nun Charlotte in einem letzten Brief gesteht. Als Charlotte mit einem Wagen weggefahren wird, wirft sie einen letzten Blick auf das vor dem Abriss stehende Haus; dann richtet sie ihren Blick nach vorne.

## Hintergrund

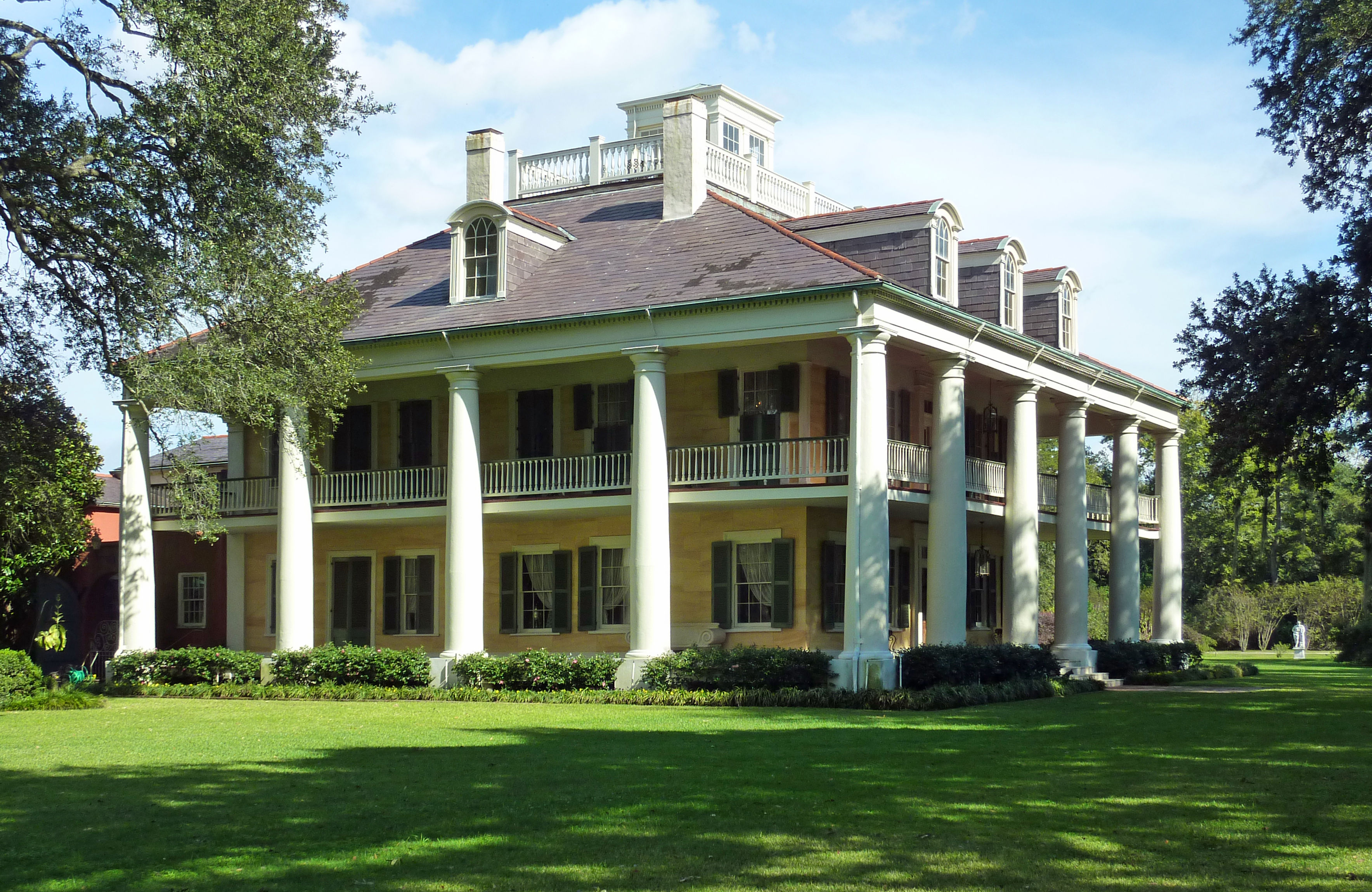
Das Houmas-Herrenhaus diente als Kulisse für den Film

Der Film war als Folgeprojekt von Was geschah wirklich mit Baby Jane? vorgesehen, in dem Crawford und Davis unter der Regie von Robert Aldrich einen Überraschungserfolg hatten. Joan Crawford erkrankte kurz nach Drehbeginn und konnte die Rolle nicht weiter spielen. Andere Quellen behaupten, dass es zwischen ihr und Bette Davis zu Konflikten am Filmset gekommen sei und Crawford dem Regisseur vorwarf, Bette Davis zu bevorzugen. Bevor Olivia de Havilland die Rolle der Miriam annahm, wurde sie unter anderem auch Katharine Hepburn und Vivien Leigh angeboten. Leigh schlug sie aus mit den Worten: „Nein danke. Ich kann es gerade noch ertragen, Joan Crawfords Gesicht um 6 Uhr morgens zu sehen, aber nicht Bette Davis’ Gesicht.“
Für Bruce Dern in der Rolle des Mordopfers war dies seine erste bedeutendere Filmrolle. Für seine Film-Ehefrau Mary Astor war es dagegen ihre letzte Rolle. Anschließend zog sie sich aus dem Schauspielgeschäft zurück.  Victor Buono – der in Filmrückblicken den Vater von Charlotte spielte – hatte zwei Jahre zuvor eine wichtige Rolle als tollpatschiger und geldgieriger Klavierspieler in Was geschah wirklich mit Baby Jane? inne. Er war zum Zeitpunkt 26 Jahre alt, also rund zwei Jahrzehnte jünger als seine Rolle.
Als Kulisse für das Herrenhaus diente The Houmas in Louisiana, auch als Burnside Plantation bekannt, das als Baudenkmal im National Register of Historic Places verzeichnet ist. Für die Filme Mandingo und Fletch – Der Tausendsassa fanden hier gleichfalls Aufnahmen statt.

## Soundtrack
Das Titellied Hush, Hush Sweet Charlotte mit einer einprägsamen Melodie von Frank De Vol wird erst im Filmabspann von Sänger Al Martino gesungen. Im Film wird es als Themenmusik in verschiedenen Variationen immer wieder angedeutet, und im Vorspann, der erst etwa 15 Minuten nach Beginn des Films gezeigt wird, ist es als Spottlied, das die Kinder der Nachbarschaft singen, zu hören:
Chop chop, sweet Charlotte
Chop chop till he's dead
Chop chop, sweet Charlotte
Chop off his hand and head
To meet your lover you ran – chop chop
Now everyone understands
Just why you went to meet your love – chop chop
To chop off his head and hand

## Synchronisation
Die deutsche Synchronfassung entstand 1964 zur deutschen Kinopremiere.
| Rolle                     | Schauspieler        | Dt. Synchronstimme     |
| ------------------------- | ------------------- | ---------------------- |
| Charlotte                 | Bette Davis         | Eva Eras               |
| Miriam                    | Olivia de Havilland | Marianne Wischmann     |
| Dr. Drew                  | Joseph Cotten       | Heinz Engelmann        |
| Velma Cruther             | Agnes Moorehead     | Elfe Schneider         |
| Harry                     | Cecil Kellaway      | Robert Klupp           |
| Jewel                     | Mary Astor          | Lia Eibenschütz        |
| Sheriff Luke Standish     | Wesley Addy         | Friedrich Schoenfelder |
| John Mayhew               | Bruce Dern          | Reinhard Glemnitz      |
| Vorarbeiter bei Baustelle | George Kennedy      | Horst Niendorf         |

## Kritiken
„Harter, psychologisch verbrämter Thriller mit für die Entstehungszeit krassen Schauer- und Gruseleffekten.“

„Von Komplexen, Wahnvorstellungen und Rachegelüsten getriebene Kranke entfesseln ein an Anormalitäten reiches Spiel, das nur noch Abscheu hervorruft. Auch Erwachsenen abzuraten.“

## Auszeichnungen
- Sieben Oscar-Nominierungen 1965: für Agnes Moorehead als beste Nebendarstellerin, William Glasgow und Raphael Bretton für die künstlerische Leitung, Joseph F. Biroc für die Kameraarbeit, Norma Koch (Kostüme), Michael Luciano (Filmschnitt), Frank De Vol für die Filmmusik und noch einmal für Frank De Vol (Musik) und Mack David (Text) für das Lied Hush… Hush, Sweet Charlotte.
- 1965 – Den Edgar des „Edgar Allan Poe Award“ für Henry Farrell und Lukas Heller für den besten Film.
- 1965 – Golden Globe für Agnes Moorehead als beste Nebendarstellerin.
- 1965 – den „Golden Laurel“ der Laurel Awards für Bette Davis als beste Hauptdarstellerin, für Agnes Moorehead als beste Nebendarstellerin (2. Platz) und für Frank De Vol und Mack David (3. Platz) für das Lied Hush… Hush, Sweet Charlotte.